# Trang trại Gilliland
Trang trại Gilliland, hay còn gọi là Trang trại của Gilliland, Trang trại ECETI của Gilliland, và Thánh địa Sattva, là một vùng đất ở hồ Trout, dưới chân núi Adams, ở Tây Nam Washington. Địa điểm này thuộc quyền sở hữu của James Gilliland, người đã thiết lập tổ chức Liên hệ Khai sáng với Trí tuệ Ngoài hành tinh (ECETI) và Viện Trái Đất Tự chủ vào năm 1986, và đã tổ chức các sự kiện nhìn thấy vật thể bay không xác định (UFO) từ năm 2003. Gilliland đã báo cáo việc nhìn thấy UFO thường xuyên và "những buổi xuất hiện ánh sáng không sao giải thích được" trên trang web.